# Bago (distrito)
Distrito Bago (birmanês:  ပဲခူးခရိုင်) é um distrito da Divisão Bago no centro de Myanmar. A capital fica em Bago. De acordo com o censo de 2014, o distrito possui uma população de 1 770 785 habitantes.